# Румянцев, Олег Германович
Оле́г Ге́рманович Румя́нцев (род. 23 марта 1961, Москва) — российский государственный, политический и общественный деятель; юрист; секретарь, с ноября 1991 г. - ответственный секретарь Конституционной комиссии в 1990—1993 годах.
Президент «Национальной лиги специалистов по взаимодействию бизнеса и власти» (с 2015 г. реорганизована в Ассоциацию специалистов по связям бизнеса и государства «GR-Лига»). Управляющий партнер Консалтингового агентства «Румянцев и партнеры». Кандидат юридических наук.

## Биография
Олег Румянцев родился 23 марта 1961 года в Москве в семье инженеров — атомщиков. Отец — Румянцев Герман Борисович, специалист-атомщик, «Заслуженный работник атомной энергетики и промышленности», много лет проработал заместителем начальника объединения «Союзглавзагранатомэнерго». Мать — Лидия Егоровна Румянцева (1937). Сестра — Юлия Германовна Румянцева. Братьев не имеет, хотя некоторые источники из-за совпадающей фамилии и отчества ошибочно указывают как его брата Дмитрия Германовича Румянцева, одного из руководителей Национал-социалистического общества.

### Образование и научная работа
В 1983 году окончил географический факультет МГУ, кафедра «Экономической географии зарубежных социалистических стран», специальность «Экономическая география». В 1994 году окончил аспирантуру Московской государственной юридической академии по специальности «Государственное, административное, финансовое право» (научн.рук. — О. Е. Кутафин). Защитил кандидатскую диссертацию по юридическим наукам. До 1990 года работал научным сотрудником Института экономики мировой социалистической системы (ИЭМСС) АН СССР (ныне Отделение международных экономических и политических исследований (ОМЭПИ) — филиал объединённого Института экономики (ИЭ) РАН). Трижды проходил стажировку в зарубежных высших учебных заведениях: 1982—1983 — Будапештский университет им. Л. Этвеша; 1994 — Лондонская школа экономики и политических наук; 1995 — Университет Торонто.
В 1992—1999 годах возглавлял созданную им неправительственную организацию Российский фонд конституционных реформ, который возглавлял с 2007 по 2015 год, и её печатный орган — журнал «Конституционный вестник».
C 2008 года по настоящее время — один из учредителей Международного института мирового развития (МИМР), член Попечительского и Научного советов института, директор Программы «Развитие правового государства и конституционного строя».
С 2017 преподает в МГИМО (У) МИД РФ, НИУ ВШЭ, ФУ при Правительстве РФ по дисциплинам: Сравнительное конституционное право зарубежных стран; Теория и практика отношений бизнеса и государства (GR); Конституционные реформы в Российской Федерации (1990—2020 гг.).

### Политическая и общественная деятельность
В 1987—1990 годах — один из организаторов и лидеров политических движений новой волны («неформалов») — Политический дискуссионный клуб «Перестройка», затем Клуб межпрофессионального общения «Демократическая перестройка». В 1988 году некоторое время участвовал в работе оргкомитета Московского народного фронта (МНФ). С 1989 по 1998 год входил в руководство ряда политических организаций социал-демократической направленности. В 1989—1992 годах был одним из лидеров Межреспубликанского социал-демократического объединения «Социал-демократическая ассоциация». В мае 1990 года становится сопредседателем Социал-демократической партии Российской Федерации.

В марте 1990 года избран народным депутатом РСФСР по Каховскому избирательному округу Москвы. Один из инициаторов конституционной реформы в России. В 1990—1993 годах неоднократно представлял Россию в составе официальных делегаций Российской Федерации в Парламентской Ассамблее Совета Европы, в ходе визитов в США, Великобританию, Германию, Югославию и другие страны.
С ноября 1991 года — член Совета Республики Верховного Совета РСФСР.
12 декабря 1991 г., являясь членом Верховного Совета РСФСР, проголосовал за ратификацию беловежского соглашения о прекращении существования СССР.
Осенью 1992 года Румянцев вместе с некоторыми деятелями «правого» крыла СДПРФ создаёт новую организацию — Российский социал-демократический центр (РСДЦ). В сентябре того же года исключается из СДПРФ.
В мае 1998 года стал председателем политсовета Общероссийского политического общественного движения «Социал-демократическая ассоциация Российской Федерации», одним из учредителей партии «Отечество».
По 2016 г. — член Экспертного совета при Комитете Государственной Думы по информационной политике, информационным технологиям и связи; член Рабочей группы по интеллектуальной собственности Совета по культуре при Председателе Государственной Думы; член Общественного совета при Министерстве культуры России.
С 2018 г. — Советник на общественных началах Руководителя Федеральной службы интеллектуальной собственности.
С 2018 г. — председатель комиссии Ассоциации юристов России по развитию конституционного правосознания.
С 2019 г. — сопредседатель Экспертного совета при Уполномоченном по защите прав предпринимателей в городе Москве.
С 2020 г. — член Координационного совета коммуникационной индустрии при Общественной палате Российской Федерации.
Разработка новой Конституции России
Один из инициаторов конституционной реформы в России. С июня 1990 года — ответственный секретарь Конституционной комиссии Съезда народных депутатов РСФСР, руководитель рабочей группы Конституционной комиссии (с января 1992 года наделён правами председателя комитета Верховного Совета России). Приложил большие усилия по привлечению к этой работе не только политиков, но и учёных, юристов-практиков, зарубежных экспертов. Непосредственно руководил разработкой текста проекта Конституции России и его согласованием с ведущими политическими силами. Проект был официально опубликован для всенародного обсуждения в 1990, 1991, 1992, 1993 гг. и одобрен Верховным Советом России в 1992 и 1993 году. В 1993 году был участником Конституционного совещания при Президенте России..
С 21 сентября по 4 октября оставался на стороне создания Парламента СНГ.
28 сентября — 2 октября проводил серию встреч и переговоров со всеми ведущими политиками России в поисках путей разрешения конституционного кризиса.
4 октября 1993 года, после выхода из здания Верховного Совета, Румянцев был избит и ограблен сотрудниками ОМОНа.
В декабре 1993 г. — член федерального списка избирательного объединения «Гражданский союз во имя справедливости и солидарности» А. И. Вольского на выборах депутатов Государственной Думы.
В 1994 году советник Президента Республики Крым Юрия Мешкова. Соавтор концепции государственно-правового развития Республики Крым. С 1994 по 1996 год работал консультантом Комитета Госдумы России по законодательству и судебно-правовой реформе, участник разработки целого ряда федеральных законов, в том числе законопроекта «О Конституционном собрании России».
В декабре 1995 г. — член федерального списка избирательного объединения «Блок Станислава Говорухина» на выборах депутатов Государственной Думы.
С 1994 по 1996 гг. был консультантом Аппарата Комитета Государственной Думы по законодательству и судебно-правовой реформе.
С 2012 г. является помощником депутата Государственной Думы по работе в Государственной Думе на общественных началах — Т. Н. Москальковой («СР», 2012—2016 гг.); В. И. Лысакова («ЕР», с 2017 г.).

#### Союзное государство
В 1997—1998 годах — по предложению Председателя Государственной Думы России Г. Н. Селезнёва назначен зам. ответственного секретаря Парламентского Собрания Союза Беларуси и России от Государственной Думы ФС России, был одним из непосредственных разработчиков Договора о Союзе Беларуси и России.

### Корпоративная деятельность и внешние корпоративные связи
В 1998—2001 гг.: компания «Mars»; директор по корпоративным вопросам по России и СНГ
В 2002—2004 гг.: компания «Shell», Вице-Президент по связям с государственными организациями в России и СНГ, отвечал за сопровождение принятия решения и запуск проекта «Сахалин — 2».
В 2005—2009 гг.: ТНК-ВР Менеджмент, Вице-президент; Советник Исполнительного директора по развитию газового бизнеса, участник Круглого стола Промышленников России и ЕС.
С апреля 2009 г.: Управляющий партнер Консалтингового агентства «Румянцев и партнеры»
Сертифицированный член Ассоциации лоббистов при Европейском Союзе (2010—2012 гг.).
В 2011—2014 гг.: член Координационного совета по защите интеллектуальной собственности, один из инициаторов и координаторов компании по принятию «антипиратского закона» № 187-ФЗ.
В 2012—2015 гг.: председатель правления Ассоциации «Интернет-видео».
С 2013 г.: Вице-президент Некоммерческого партнерства «Национальная лига специалистов по связям бизнеса и государства» — GR-Лига (с 12 марта 2015: Президент Ассоциации специалистов по связям бизнеса и государства «GR-Лига»).
С марта 2015 г.: член Общественного совета при Министерстве культуры России.

## Основные труды
Автор более 200 публикаций и работ по вопросам конституционного права, конституционной реформы, государственного строительства и развития политической системы.
- Монография «Основы конституционного строя России: понятие, содержание, вопросы становления», М., издательство «Юрист», 1994. Рекомендована научным советом МГЮА в качестве учебного пособия для студентов юридических вузов
- В 2007—2010 гг. — председатель Редакционного совета многотомного издания «Из истории создания Конституции Российской Федерации. Конституционная комиссия: стенограммы, документы, материалы (1990—1993)». М., Волтерс Клувер/Фонд конституционных реформ, автор вступительных статей к т. 1 «1990 год»; т. 2 «1991 год»; т. 3 «1992 год» (в том числе книга первая «Январь-июнь 1992 года», книга вторая «Июль — декабрь 1992 года», книга третья «Строительство конституционной Федерации»); т. 4 «1993 год» (в том числе книга «Январь — Апрель 1993 года», книга вторая «Май — Июнь 1993 года», книга третья «Июль — декабрь 1993 года»); т. 5 «Альтернативные проекты Конституции РФ (1990—1993 гг.)»; т. 6 «Дополнительные материалы. Воспоминания. Справочный аппарат»[33]
- Книга «Конституция Девяносто третьего. История явления. (Документальная поэма в семи частях от Ответственного секретаря Конституционной комиссии 1990—1993 годов.)». Первое издание: М., изд. «Библиотечка Российской газеты», 2013. Последнее, третье издание исправленное и дополненное: М.: «Издательство РГ», 2018. — 400 с.: ил. ISBN 978-5-905308-16-1.[34]
- «GR и лоббизм: теория и технологии: учебник и практикум для бакалавриата и магистратуры» / под ред. В. А. Ачкасовой, И. Е. Минтусова, О. Г. Филатовой. М.: Издательство Юрайт, 2015. О. Г. Румянцев внес свой вклад в части выявления особенности, роли и места консалтингового агентства в диалоге бизнеса и власти, а также разъяснения механизма сбалансированного продвижения интересов правообладателей на примере Антипиратской кампании 2011—2014 гг. в России.

## Государственные награды
- 2000 — Медаль «10 лет Приднестровской Молдавской Республике» (указ Президента ПМР)
- 2001 — Медаль «Защитнику свободной России» (№ 04568, указ Президента России от 21 августа 2001 года)
- 2008 — Почетная грамота Президента Российской Федерации "За активное участие в подготовке проекта Конституции Российской Федерации и большой вклад в развитие демократических основ Российской Федерации (Распоряжение Президента России от 12 декабря 2008 г. № 777-рп)[35]
- 2011 — Почетная грамота Конституционного суда Российской Федерации «За большой вклад в становление и развитие конституционного производства в России»
- 2011 — Благодарность Министра финансов России «За активное содействие Министерству финансов России в сфере реализации его функций и полномочий по выработке государственной политике и нормативно-правовому регулированию в установленной сфере деятельности» (приказ Министра от 21.03.11 № 288 л/с)
- 2011 - Премия «Открытая книга России» Национального библиотечного ресурса «За активное участие в создании и развитии единого электронного библиотечного ресурса России» - подготовку и обнародование для публичного использования научной многотомной истории создания Конституции Российской Федерации[36].

## Критика и отзывы
Воспоминания В. Д. Зорькина о знакомстве с Олегом Румянцевым в монографии 1994 года::
«На наших глазах Олег Румянцев стал признанным общественным деятелем. Вспоминаю, как я увидел его первый раз, весной 90-го года, когда был избран депутатский корпус России. Депутаты задались целью составить значимые юридические документы, и О. Г. Румянцев пригласил меня в числе других юристов в Конституционную комиссию. Я увидел молодого человека, чья энергия и радостное возбуждение заражали. Он словно приготовился всю оставшуюся жизнь стремиться вперед и — я так подозревал — далеко не среди последних, ибо за внешней порывистостью скрывался незаурядный, способный к совершенствованию ум, данный самой природой. <…> Соединив культуру России и Запада, он через практику пришел к выводам, являющим собою не кабинетную абстракцию, а выстраданные в борьбе взгляды. <…> И здесь мы видим связь качеств отдельного гражданина с судьбой страны. Россия выстрадала свою собственную свободу и свою справедливость. Неотгороженная от внешнего мира глухой стеной, самобытная и яркая, она сможет существовать прежде всего благодаря личностям. Я счастлив, что в России есть люди, подобные автору представляемой книги, и это, может быть, залог того, что все вернется в нормальное русло, воспрянет и возродится. Во всяком случае, если эти люди не сделают того, что задумано и что ещё предстоит совершить, никто России уже не поможет». 
Сергей Шахрай, один из авторов Конституции, оценивал вклад Олега Румянцева в написании Основного закона, как чисто технический и, большей частью, административный:

Мы работали вместе (с Олегом Румянцевым) географически, в одной комиссии, но совсем не по содержанию, не по идеологии… По большому счету (Олег Румянцев) ни при чём. Дело ведь не в том, чтобы текст написать. В комиссии Румянцева этих текстов было великое множество. Это все были варианты Верховного совета. А президентскую конституцию написали мы с Алексеевым. Для того чтобы её принять, было созвано конституционное совещание. На этом конституционном совещании я брал проект Конституции, созданной конституционной комиссией, где Олег был секретарем, и давал возможность выбрать между той, которую я написал с Алексеевым, и той, которую написала конституционная комиссия.— Сергей Шахрай в «Forbes» от 25 октября 2011
С этим не согласен Л. Б. Волков, в 1990—1993 гг. — народный депутат Российский Федерации, старейший член Конституционной комиссии, однокурсник М. С. Горбачева  :
«… И было бы несправедливо не сказать об огромной заслуге в этом деле автора данной книги — Олега Германовича Румянцева. Как бы ни сложилась его судьба, куда бы не завлекла Румянцева его политическая эволюция, сколько бы изменений ни претерпевал первоначальный, базисный конституционный проект, и сколько бы авторитетов ни числили себя впоследствии авторами Конституции России, смею засвидетельствовать, что его особая роль в российских реформах вряд ли уступает роли популярных для одних и непопулярных для других главных демократических реформаторов: Горбачёва,Ельцина, Гайдара…»

«... Я листаю «поэму» и вновь переживаю остроту споров. И вместе с тем вхожу вновь в атмосферу общего подъема - я бы сказал, напряженной и веселой работы. И осознаю явные пассионарные свойства личности Олега Румянцева. Я и сейчас как будто вижу, как с раннего утра Олег сидит во главе нашего длинного дискуссионного стола с портативным компьютером перед собой (тогда это была редкостная новинка) и, поощряя движение наших мыслей живой мимикой и остроумными репликами, непрерывно набирает на клавиатуре прозвучавшие формулировки, превращая более или менее вольную дискуссию в организованный текст.»
Отрывок из книги Ю. М. Лужкова и И. Б. Титова «Курильский синдром»:
«Следующий раз судьба испытывала Курилы в 1992 году. Всякий, кто тогда внимательно читал прессу, помнит, какому информационному накату подверглись Курилы. Доходило до того, что в японских и российских газетах всерьёз обсуждались вопросы: выплачивать ли компенсацию россиянам, которые будут оставлять Курилы… Пропаганда оказывала гипнотическое воздействие на российское общественное мнение. Было понятно: острова медленно, но верно готовятся к сдаче. Первым, кто осмелился противостоять этому накату, стал О. Г. Румянцев, ответственный секретарь Конституционной комиссии РФ. 28 июля 1992 года по его инициативе в Верховном Совете состоялись слушания, посвящённые территориальной проблеме. <…> После такого общественного резонанса даже Ельцин… понял, что может совершить непоправимое. Важную роль в решении об отсрочке визита (в Японию. — Ред.) сыграл руководитель его охраны А. В. Коржаков. Слетав вместе с Ельциным на Курилы и великолепно проведя время в живописных бухтах на берегу Тихого океана, он так впечатлился красотой островов, что предложил президенту „заволокитить решение вопроса по своей линии“. Он, с согласия Ельцина, дал задание спецслужбам потребовать от японских властей стопроцентной гарантии безопасности российского президента в ходе его визита в Токио (что ни практически, ни теоретически сделать было невозможно) и измотать их придирками и требованиями. Ельцин уже знал, что не поедет в Токио, ему нужен был только предлог. <…> Опять лишь счастливый случай спас острова… Поставим ли мы своей недальновидной политикой нашу страну ещё раз на колени? Хочется верить, что такие времена ушли безвозвратно».
Американский советолог, профессор С. Коэн в своем поздравлении Олегу Румянцеву:
«Дорогой Олег, неужели тебе уже 40? Ты дольше многих других, тех, кто старше тебя вдвое и больше, находишься на передней линии российской политической жизни… Твоя биография — это этапы становления экономических и политических свобод в России. Начиная с твоей заметной роли в развитии гласности и перестройки в 80-х годах, твоей победы на свободных выборах в Верховный Совет в 1990 году. За твой проект демократической конституции в России в Вашингтоне тебе дали имя „российский Джеймс Мэдисон“. В октябре 1993 года ты мужественно защищал Верховный Совет. Твоя книга „Основы конституционного строя России“ теперь есть во многих библиотеках мира. А сегодня ты играешь заметную роль в привлечении иностранных экономических инвестиций в страну…. И поздравляя тебя с 40-летием, нельзя не вспомнить о твоих заслугах в развитии в России политической корректности и создания экономического процветания».

## Интервью
- Олег Румянцев и Лев Шлосберг: «Конституционный коллапс 1993 года: взгляд 30 лет спустя» (ч. 1) / Люди мира // ГражданинЪ TV. 4 октября 2023.